# Newtonia lavarambo
Newtonia lavarambo — вид горобцеподібних птахів родини вангових (Vangidae). Описаний у 2018 році. Виділений з виду лемурка бура (Newtonia amphichroa). Не всі систематики визнають самостійність виду, вважаючи його підвидом.

## Поширення
Ендемік Мадагаскару. Поширений на півдні острова. Природним середовищем існування є субтропічні або тропічні вологі низинні ліси.

## Опис
Дрібний птах, завдовжки 12 см, вагою 9-18 г. Верхня сторона оливково-коричнева з темним дзьобом і блідо-коричневою райдужкою. Нижня сторона темно-сіро-коричнева, ноги світло-сірі.

## Спосіб життя
Харчується дрібними комахами та павуками. Шукає їжу в змішаних зграях у густому підліску і тримається близько до землі. Сезон розмноження припадає у період між серпнем і жовтнем, а молодняк можна побачити з листопада по березень.